# 當間あみ
もしかして
- 當真あみ

ではありませんか？